# أحمد رجب
أحمد رجب  (20 نوفمبر 1928 - 12 سبتمبر 2014) كاتب صحفي مصري ساخر، وكان يكتب في صحيفة أخبار اليوم. و جريدة الشروق الجديد.

## سيرته المهنية
ولد أحمد رجب في 20 نوفمبر 1928 بمحافظة الإسكندرية في مصر، وحصل على شهادة الليسانس الحقوق من جامعة الإسكندرية، وأثناء دراسته في الكلية أصدر مع آخرين مجلة «أخبار الجامعة»، حيث تعرف هناك على مصطفى وعلي أمين.
عمل أحمد رجب مراسلاً صحفياً لمكتب «أخبار اليوم» في الإسكندرية بدءاً من عام 1952، ثم انتقل إلى القاهرة، تولّى سكرتارية التحرير، وكان أول مقال كتبه أحمد رجب عن قارئ القرآن الشيخ عبد الباسط عبد الصمد، ولاقى المقال قبولاً وانتشاراً واسعاً حتى نشرته مجلة نيوزويك الأمريكية، وتسبب في زيادة شهرة الشيخ عبد الباسط عبد الصمد ورفع أجره من 20 إلى 100 جنيه.
وفي القاهرة، اكتشف علي ومصطفى أمين مواهب أحمد رجب، ويروي كثيراً من الحكايات عن أخطاء كانت تقع أو مواقف يعلن فيها سياسيون غضبهم من الأخبار فيعلن على أمين فصل سكرتير التحرير أحمد رجب شكلاً، لكنه بقي وظلّت أخبار اليوم له مثل الماء للسمك لم يغادرها لينتشر، أو يُعيد إنتاج نفسه.
شغل الكاتب والصحفي أحمد رجب عدة مناصب في مجال الصحافة، فكان نائبًا لرئيس تحرير مجلة الجيل عام 1954، ثم مديرًا لتحرير مجلة هي، ثم بدأ مسيرته الطويلة التي استمرت على مدى 45 عاماً مع عموده اليومي الشهير على صفحات جريدة أخبار اليوم بعنوان «نص كلمة» والتي كان ميلادها عام 1969 حين كان علي أمين يعطيه مقالاً يوميا من 40 صفحة ويطلب منه تلخيصه في عشرة أسطر فقط دون أن يغفل معلومة أو يخل بضمون المقال.

## كتاباته
كان له مقالة ثابتة يوميّا في صورة رسالة ساخرة مختصرة في جريدة الأخبار، بعنوان «نص كلمة» وظل يكتبه حتى وفاته . وله آراء سياسية وشارك مع رسام الكاريكاتير مصطفى حسين في كاريكاتير الأخبار وجريدة أخبار اليوم يوميًا من أفكاره وألّف شخصيات كاريكاتيرية منها فلاح كفر الهنادوه ومطرب الأخبار وعبده مشتاق وكمبوره وغيرها الكثير، وكان له مقالة إسبوعية على صفحات جريدة الشروق الجديد.
الثنائي أحمد رجب ومصطفى حسين
بدأت علاقة الكاتب الصحفي أحمد رجب برسام الكاريكاتير مصطفى حسين في يناير من عام 1974 حين قرر مصطفى أمين وعلي أمين نشر كاريكاتير يومي على صفحات جريدة الأخبار، فكان الاثنان يجتمعان بشكل يومي في الواحدة ظهرا للاتفاق على فكرة وموضوع الكاركاتير الذي سينشر على صفحات الجريدة في اليوم التالي، ثم يذهب كل منهما إلى مكتبه ليعبر أحمد رجب بقلمه، ومصطفى حسين بريشته عن الفكرة المتفق عليها. استمرنشر الكاريكاتير يوميا على مدى عقود طويلة قاربت الأربعين عاماً، وتوطدت علاقة الاثنين، وانتجا معاً عدة كتب اقترنت فيها رسوم مصطفى حسين بمقالات أحمد رجب الساخرة مثل كتاب «الحب هو»، وغيره.

## مؤلفاته
بعض من مؤلفاته يشمل الآتي:
- صور مقلوبة، دار أخبار اليوم، 1969
- توتة توتة، دار أخبار اليوم، 1971
- الأغاني للأرجباني، دار أخبار اليوم، 1973
- الحب وسنينه، دار أخبار اليوم، 1987
- نهارك سعيد، دار أخبار اليوم، 1997
- كلام فارغ، دار أخبار اليوم، 1991
- نصف كلمة، دار أخبار اليوم، 1993
- أي كلام، دار أخبار اليوم - قطاع الثقافة، 2009
- يخرب بيت الحب: صدر عام 2013 عن الدار المصرية اللبنانية للنشر والتوزيع، وهو كتاب ساخر يقع في 265 صفحة، ويضم عدداً من المقالات حول علاقة الرجل بالمرأة ومفهوم كل من الطرفين عن الحب والزواج.[6]
- الفهامة: ضم الكتاب عدداً من المقالات الساخرة التي تناقش أهم ما شغل المجتمع المصري خلال ثمانينيات وتسعينيات القرن العشرين، وتتناول بالنقد عدداً من القضايا مثل الوساطة، وشركات توظيف الأموال، وصكوك البركة، ومستوردي اللحوم الفاسدة، وبيع مستشفى الصحة النفسية بالعباسية، وغيرها من القضايا.[7]

### أعماله في السينما والتليفزيون
حُولت بعض كتابات أحمد رجب إلى أفلام ومسلسلات تليفزيونية، كما كتب سيناريو وحوار بعض الأعمال للسينما والتليفزيون، من أهمها:
- نص ساعة جواز (فيلم): عُرض عام 1969 من إخراج فطين عبد الوهاب، وسيناريو وحوار أحمد رجب، وقام ببطولته كل من رشدي أباظة وشادية.[8][9]
- شيء من العذاب (فيلم):عُرض عام 1969 سيناريو صلاح أبو سيف إخراج صلاح أبو سيف فام ببطولته سعاد حسني، حسن يوسف، يحيى شاهين، عبد المنعم مدبولي[10]
- محاكمة على بابا (فيلم): عُرض عام 1984 من إخراج إبراهيم الشقنقيري، وقام ببطولته كل من يحيى الفخراني وإسعاد يونس وشادي الفخراني.[11][12]
- فوزية البرجوازية (فيلم): عُرض عام 1985 من إخراج إبراهيم الشقنقيري، وقام ببطولته كل من إسعاد يونس وصلاح السعدني وسناء شافع وأبو بكر عزت.[13][14][15]
- الوزير جاي (فيلم): عُرض عام 1986 من إخراج إبراهيم الشقنقيري، وقام ببطولته كل من وحيد سيف، وسيد زيان، وأسامة عباس.[16]
- المجنون (فيلم): عرض عام 1988 سيناريو وحوار عاطف بشاى وإخراج إبراهيم الشقنقيري، قام ببطولته إسعاد يونس وحسين الشربيني[17]
- صاحب العمارة (فيلم) عرض عام 1988 سيناريو وحوار عاطف بشاى وإخراج إبراهيم الشقنقيري قام ببطولته فؤاد المهندس، تحيه كاريوكا، يونس شلبي، حمدي أحمد، سعاد نصر[18]
- شنبو في المصيدة (فيلم): عرض عام 1968 سيناريو صبري عزت وإخراج حسام الدين مصطفى، قام ببطولته فؤاد المهندس وشويكارو يوسف وهبي و توفيق الدقن وسمير صبري[19]
- ناس وناس (مسلسل): عُرض على التليفزيون المصري لأول مرة عام 1989 من إخراج رائد لبيب، وقام ببطولته كل من حسن كامي وأحمد راتب وحسن حسني وغيرهم.[20]

## موقفه من فض اعتصام رابعة
كتب بزاويته اليومية «نص كلمة» في نوفمير/ تشرين الثاني 2013 ما يلي: «أرجو أن تغير اسم الميدان والمسجد المسميين باسم رابعة العدوية، أشهر ناسكات المذهب الصوفي في القرن الثاني الهجري، فقد أقرنوا اسمها بالجريمة والدم والإرهاب، كما اتخذوا من الأصابع الأربعة شعاراً لهم، أرجو أن تختار اسما آخر للميدان والمسجد».

## التكريمات والجوائز
حظي الكاتب والصحفي أحمد رجب بتكريم العديد من الجهات المحلية والعربية، وحصل على عدة جوائزة أدبية وصحفية من أهمها:
- وسام العلوم والفنون عام 1992.
- جائزة نقابة الصحفيين التقديرية.

## وفاته
في يوم الجمعة الموافق 12 من شهر سبتمبر سنة 2014 أعلنت مؤسسة أخبار اليوم وفاة الصحفي الكبير أحمد رجب ي عن عمر يناهز 86 عام بعد صراع مع المرض